# Prezidentské volby v Rusku 2008

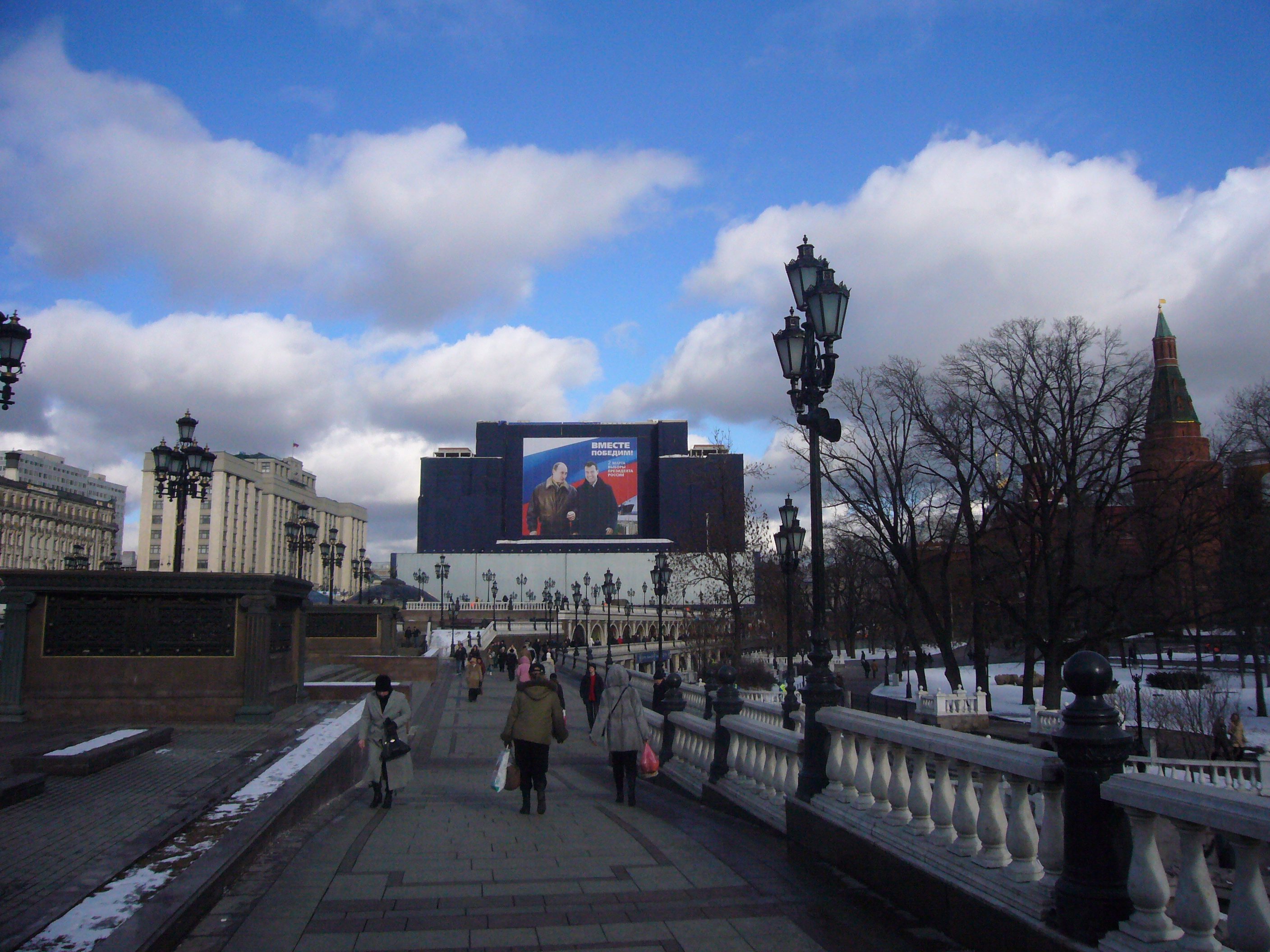
Předvolební kampaň: na plakátě Dmitrij Medvěděv a Vladimir Putin

Prezidentské volby v Rusku proběhly 2. března 2008, jednalo se o pátou volbu hlavy státu od roku 1991. Souboje se zúčastnili pouze čtyři kandidáti.
Volby skončily drtivým vítězstvím Dmitrije Medvěděva hned v prvním kole. Ten byl oficiálně podporován Vladimirem Putinem a formálně i dalšími politickými organizacemi. Způsob předvolební atmosféry a průběh voleb byl sice opatrně kritizován některými evropskými politiky (mj. Mirkem Topolánkem), nicméně většina se domnívá, že volba reflektuje přání Rusů.

## Před volbami

### Kandidáti
Kandidát na funkci ruského prezidenta musí být starší 35 let a žít na území Ruské federace nejméně deset let. Jedno funkční období trvá čtyři roky, zvolen může být maximálně na dvě po sobě jdoucí období (po uplynutí dalšího období může opět usilovat o zisk mandátu).
Kromě kandidátů nominovaných politickými stranami se voleb mohli účastnit i nezávislí kandidáti, setkávali se však s řadou překážek. Kvůli údajnému falšování podpisů, které musí kandidáti před kandidaturou předložit, volební komise vyloučila z voleb bývalého premiéra a kandidáta protikremelské opozice Michaila Kasjanova. Na bývalého starostu Archangelska Alexandra Donskoje bylo podáno několik trestních oznámení poté, co projevil zájem o kandidaturu. Do voleb chtěl zasáhnout i bývalý disident Vladimir Bukovskij, ale nesplňoval podmínku žít deset let v Rusku (nový ruský pas dostal v Londýně až v srpnu 2007). Oleg Semjonovič Šenin, kandidát malé komunistické strany, byl vyloučen pro údajné byrokratické chyby v jeho dokumentu.
Za favorita voleb byl považován Dmitrij Medvěděv, kterého podpořil Vladimir Putin. Z politických stran mu vyjádřilo podporu Jednotné Rusko, Spravedlivé Rusko, Ruská ekologická strana - Zelení a Občanská síla. Kandidátem nacionalistické LDSR se stal Vladimir Žirinovskij (kandidoval již v letech 1991, 1996 a 2000), komunisté navrhovali opět Gennadije Zjuganova (předtím v roce 1996 a 2000). Posledním kandidátem byl Andrej Bogdanov, předseda Demokratické strany Ruska (dříve též členem strany Jednotné Rusko, kterou se prý snažil "zdemokratizovat").

### Kampaň
Před volbami neprobíhala téměř žádná kampaň kandidátů, nicméně cílem kampaně Kremlu byla vysoká volební účast. Kandidát komunistů Gennadij Zjuganov upozorňoval na nedostatek prostoru v mediích (neúspěšně se snažil vyzvat Medvěděva na televizní "souboj"), uvažoval i o odstoupení z důvodu zbytečnosti předem rozhodnuté volby. Podle organizace Hlas byly Medvěděvovi věnovány až tři čtvrtiny z televizních zpravodajství. Radikálně opoziční uskupení Jiné Rusko bylo mediálně bojkotováno.

## Výsledky voleb

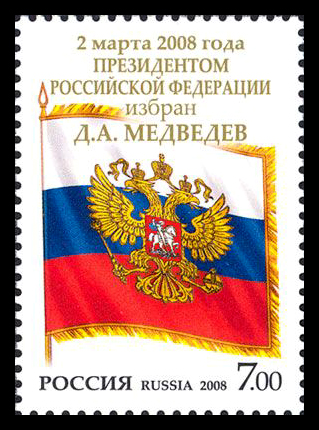
Speciální poštovní známka reagující na Medvěděvovo vítězství

| .  | Kandidát             | Počet hlasů | %      |
| -- | -------------------- | ----------- | ------ |
| 1. | Dmitrij Medvěděv     | 52 530 712  | 71,25  |
| 2. | Gennadij Zjuganov    | 13 243 550  | 17,96  |
| 3. | Vladimir Žirinovskij | 6 988 510   | 9,48   |
| 4. | Andrej Bogdanov      | 968 344     | 1,34   |
|    | Neplatné hlasy       | 1 015 533   |        |
|    | Celkem               | 73 731 116  | 100,00 |